# Eleições municipais de Dourados em 2020
As eleições municipais da cidade de Dourados em 2020 estão previstas para ocorrer no dia 15 de novembro, com o objetivo de eleger um prefeito, um vice-prefeito e 29 vereadores, que serão responsáveis pela administração da cidade. A atual prefeita é Délia Razuk (sem partido), que não concorre à reeleição.
Originalmente, as eleições ocorreriam em 4 de outubro, porém, com o agravamento da pandemia de Covid-19 (doença causada pelo novo coronavírus), o pleito foi adiado com a promulgação da Emenda Constitucional nº 107/2020.

## Contexto

### Pandemia
As eleições municipais de 2020 estão sendo marcadas, antes mesmo de iniciada a campanha oficial, pela pandemia de Covid-19, o que está fazendo com que os partidos remodelem suas metodologias de pré-campanha. O Tribunal Superior Eleitoral (TSE) autorizou os partidos a realizarem as convenções para escolha de candidatos aos escrutínios por meio de plataformas digitais de transmissão, para evitar aglomerações que possam proliferar o vírus.
Além disso, a partir deste pleito, entra em prática a Emenda Constitucional 97/2017, que proíbe a celebração de coligações partidárias para as eleições legislativas.

## Candidaturas

### Prefeitura
| Candidato (a) a prefeito (a) | Candidato (a) a prefeito (a) | Candidato (a) a prefeito (a) | Último cargo que ocupou ou profissão | Partido e número  | Candidato (a) a vice              | Coligação                                                                                | Referências |
| ---------------------------- | ---------------------------- | ---------------------------- | ------------------------------------ | ----------------- | --------------------------------- | ---------------------------------------------------------------------------------------- | ----------- |
| Alan Guedes                  | —                            |                              | Vereador (desde 2013)                | PP — 11           | Dr. Guto (PL)                     | Respeito por Dourados (PP, PL e Cidadania)                                               | [ 5 ]       |
| Barbosinha                   | —                            |                              | Deputado estadual (desde 2015)       | DEM — 25          | Valdenir Machado (PSDB)           | Reconstruir é o Nosso Desafio (DEM, PSDB, MDB, PSD, PSB, PODE, Patriota e Solidariedade) | [ 6 ]       |
| Jeferson Bezerra             | —                            |                              | Empresário                           | PMN — 33          | Messias de Souza (PMN)            | Partido não coligado                                                                     | [ 7 ]       |
| João Carlos (Joca)           | —                            |                              | Aposentado                           | PT — 13           | Lourdes Castro (PT)               | Partido não coligado                                                                     | [ 8 ]       |
| Mauro Thronicke              | —                            |                              | Empresário                           | PSL — 17          | João Fabiano Davansso (PSL)       | Partido não coligado                                                                     | [ 9 ]       |
| Racib Harb                   | —                            |                              | Farmacêutico                         | Republicanos — 10 | Dilvânia Todescato (Republicanos) | Partido não coligado                                                                     | [ 10 ]      |
| Wilson Matos                 | —                            |                              | Advogado                             | PTB — 14          | Prof. Léo (PDT)                   | Igualdade para Todos (PTB e PDT)                                                         | [ 11 ]      |

## Pesquisas de opinião
| Divulgação             | Instituto | Margem de erro | Candidato (a)    | Candidato (a) | Candidato (a) | Candidato (a)       | Candidato (a) | Candidato (a) | Candidato (a)   | Brancos ou Nulos | Nenhum ou Não sabe |
| Divulgação             | Instituto | Margem de erro | Barbosinha (DEM) | Guedes (PP)   | Matos (PTB)   | Harb (Republicanos) | Joca (PT)     | Bezerra (PMN) | Thronicke (PSL) | Brancos ou Nulos | Nenhum ou Não sabe |
| ---------------------- | --------- | -------------- | ---------------- | ------------- | ------------- | ------------------- | ------------- | ------------- | --------------- | ---------------- | ------------------ |
| 29 de setembro de 2020 | Ranking   | ±4,4%          | 44%              | 7,2%          | 6,6%          | 3,6%                | 3%            | 2%            | 1,6%            | —                | 32%                |
| 17 de outubro de 2020  | Ranking   | ±4,4%          | 45,2%            | 15%           | 7,2%          | 4%                  | 3,4%          | 3,2%          | 1,2%            | —                | 20,8%              |
| 24 de outubro de 2020  | DATAmax   | ±3,5%          | 33%              | 22%           | 3%            | 3%                  | 4%            | 1%            | 2%              | 4%               | 19%                |
| 30 de outubro de 2020  | Ranking   | ±4,4%          | 42,6%            | 18,2%         | 7,4%          | 4,4%                | 3,2%          | 3%            | 1,2%            | —                | 20%                |
| 10 de novembro de 2020 | Ranking   | ±4,4%          | 43%              | 19,4%         | 8,2%          | 6%                  | 4,2%          | 1,2%          | 1%              | —                | 17%                |
| 10 de novembro de 2020 | DATAmax   | ±3,5%          | 27%              | 20%           | 4%            | 6%                  | 5%            | 1%            | 4%              | 4%               | 17%                |